# Watchmen (film)
Watchmen è un film del 2009 diretto da Zack Snyder.
La pellicola è l'adattamento cinematografico dell'omonima miniserie a fumetti di Alan Moore e Dave Gibbons, vincitrice di un premio Hugo.
Il film è uscito in anteprima il 5 marzo 2009 in Nuova Zelanda, mentre negli Stati Uniti ed altri paesi del mondo il 6 marzo 2009.

## Trama
1939. In risposta all'aumento del crimine, viene formato un gruppo di vigilanti mascherati, i Minutemen, composto dall'onnipotente Dr. Jonathan "Jon" Osterman, alias Dottor Manhattan, Edward Blake, alias Il Comico, Walter Joseph Kovacs, alias Rorschach, Sally Jupiter, alias Spettro di Seta, Hollis T. Mason, alias Gufo Notturno, e l'imprenditore plurimiliardario Adrian Alexander Veidt, alias Ozymandias, che finiscono con l’influenzare drasticamente gli eventi della storia (es.: gli USA vincono la Guerra del Vietnam e Richard Nixon viene rieletto più volte). 
1977. Il crescente odio verso i vigilanti mascherati, che ora si chiamano Watchmen, raggiunge il culmine con l’approvazione del Decreto Keene che dichiara illegale la lotta privata contro il crimine. È così che, mentre Dottor Manhattan e Il Comico diventano agenti del governo e Rorschach continua a vigilare illegalmente nei bassifondi, la maggior parte degli altri Watchmen si ritira.
1985. Quando Il Comico viene ucciso nella sua abitazione, Rorschach, ipotizzando che qualcuno voglia eliminare gli Watchmen, avverte i suoi ex compagni, ma Ozymandias respinge categoricamente l’ipotesi di un complotto ai loro danni.
Dopo il funerale de Il Comico, mentre Ozymandias sfugge per un pelo a un attentato e il Dottor Manhattan, turbato per le accuse di avere causato il cancro alla sua ex-fidanzata e ad altre persone che gli rimasero vicini dopo l'incidente che lo dotò dei superpoteri, si esilia su Marte, permettendo così all'Unione Sovietica di invadere indisturbata l'Afghanistan, Rorschach viene incarcerato per l'omicidio di Edgar Jacobi, un ex supercriminale noto come Moloch, ma Laurel Jane "Laurie" Juspeczyk, alias Spettro di Seta II, da poco ex amante del Dottor Manhattan, e Daniel M. "Dan" Dreiberg, alias Gufo Notturno II, lo fanno evadere di prigione.
Investigando, i tre scoprono che dietro a tutto c’è Ozymandias. Così, dopo che Rorschach ha lasciato un diario coi suoi sospetti alla redazione del New Frontiersman, una rivista di estrema destra di cui è appassionato lettore, Rorschach e Gufo Notturno II raggiungono il rifugio di Ozymandias in Antartide mentre Spettro di Seta II si fa tele-trasportare su Marte per parlare col Dottor Manhattan.
Alla base antartica, Ozymandias confessa di aver organizzato l'assassinio de Il Comico, l'esilio del Dottor Manhattan, la carcerazione di Rorschach e il finto attentato ai suoi danni al fine di unificare USA e URSS e che, per farlo, deve far esplodere i reattori costruiti dalla sua squadra scientifica (S.Q.U.I.D.) e dal Dottor Manhattan causando così la distruzione di alcune città, su Marte, Laurie chiede a Dottor Manhattan di salvare il mondo dall'olocausto nucleare minacciato dall’URSS, ma egli, ormai completamente disinteressato delle sorti della razza umana perché lasciato dalla ragazza, si rifiuta. Così Laurie, per fargli capire meglio il suo punto di vista, lo fa entrare nella sua mente e si scopre che la madre di Laurie, Spettro di Seta, la concepì con Il Comico, e non col marito. È così che, mentre Ozymandias, sconfitti Rorschach e Gufo Notturno II, dà il via alle esplosioni usando le firme di energia del Dottor Manhattan, la disperazione di Laurie per la rivelazione sul suo concepimento fa riscoprire al Dottor Manhattan l'interesse per la razza umana, tanto che decide di tornare sulla Terra con lei. 
Tele-trasportatisi alla base antartica, Ozymandias mostra agli Watchmen, ora tutti riuniti, le ultime notizie: Nixon ha annunciato l'alleanza di USA e URSS contro un nuovo nemico comune, il Dottor Manhattan. Mentre gli altri si rendono conto che rivelare la verità al mondo rovinerebbe questa nuova difficile pace, Rorschach, incapace di scendere a compromessi, dice al Dottor Manhattan che preferirebbe morire che vivere in un mondo basato sulla menzogna, così Manhattan lo vaporizza. 
Infine, mentre il Dottor Manhattan deve lasciare la Terra, e Laurie, tornata a New York, decide di riconciliarsi con la madre, nella sede del New Frontiersman, il direttore, dopo essersi lamentato che la pace "non fa notizia" e quindi non porta profitti, si ritrova tra le mani il diario di Rorschach con tutta la verità.

## Produzione

### Sviluppo
Il film ha avuto una storia molto travagliata: nel giro di quindici anni è passato dalle mani di diversi studi a quelle della 20th Century Fox fino ad arrivare alla Warner Bros.
La Fox acquistò i diritti del film tra il 1986 e il 1990 per la realizzazione di un primo film trasmesso alla società Largo International. Dopo il fallimento della Largo, i diritti sono passati al produttore Lawrence Gordon, con la promessa di pagare alla Fox quanto dovuto nel caso in cui il film venisse sviluppato da altri.
In seguito il produttore Joel Silver aveva chiamato il regista Terry Gilliam (dopo il regista Paul Greengrass) per girarlo; dopo varie bozze di sceneggiatura disse che era possibile realizzare un film di almeno otto ore.
In seguito Darren Aronofsky e Paul Greengrass erano stati coinvolti dalla Paramount ma poi il progetto è stato cancellato per dispute di ordine economico.
In seguito il produttore Gordon e Lloyd Levin con Universal Studios e Paramount Pictures hanno ingaggiato lo sceneggiatore David Hayter che ha rielaborato la sceneggiatura, ritenuta «più vicina a Watchmen di quanto chiunque possa immaginare».

### Pre-produzione
Dopo un periodo di inattività, viene confermato Zack Snyder che, dopo il successo ottenuto con il film 300 (2006), comprò i diritti del fumetto Watchmen.

### Cast
Per la parte del Dr. Jon Osterman/Dottor Manhattan si era pensato ad Arnold Schwarzenegger, poi il ruolo fu passato nel 2007 a Billy Crudup. Per il fisico del Dottor Manhattan venne invece utilizzata una versione digitalizzata di quello di Greg Plitt. Successivamente anche gli altri membri del cast vengono confermati per l'adattamento cinematografico che li vedrà impegnati fino a inizio 2008: Jackie Earle Haley (Rorschach), Malin Akerman (Spettro di Seta), Patrick Wilson (Gufo Notturno), Matthew Goode (Ozymandias), Jeffrey Dean Morgan (Comico).

### Riprese
Le riprese sono iniziate ai Vancouver Film Studios il 17 settembre 2007 e sono terminate il 19 febbraio 2008.
La casa di produzione cinematografica è la Warner Bros., già proprietaria dei diritti di altri supereroi. La Warner ha finanziato le spese del film per un budget di 120 milioni di dollari, anche se, dopo la fase di produzione e poco prima dell'uscita del film, la 20th Century Fox ha denunciato la Warner rivendicando i diritti di produzione: il 15 gennaio 2009 le due parti hanno concluso un accordo economico.
Per la colonna sonora è stato scritturato Tyler Bates durante il novembre 2007, mentre gli effetti speciali sono stati curati da Suma Abuzaineh e Justin Raleigh.

## Distribuzione

### Divieti
Il film in Italia venne vietato ai minori di 14 anni.

### Edizione italiana
Nel doppiaggio italiano del film il veicolo volante di Gufo Notturno è soprannominato "Archi". Lo stesso Gufo Notturno spiega che è un diminutivo di "Archimede", il gufo di Mago Merlino nel film La spada nella roccia, ma nella versione italiana del classico Disney il gufo Archimede è ribattezzato "Anacleto". Nel graphic novel in lingua italiana è correttamente soprannominato "Cleto".

## Accoglienza

### Incassi
Il film, costato 130 milioni di dollari, malgrado un buon esordio negli Stati Uniti, ha avuto un successo commerciale inferiore alle aspettative. Il film è riuscito a raggiungere i 55 milioni di dollari incassati in tre giorni, con un ottimo esordio, anche se inferiore alle cifre raggiunte da altri blockbuster supereroistici.
In Italia il film ha realizzato, nelle prime tre settimane di programmazione, un incasso al botteghino di 2800000 € secondo i dati Cinetel.
A livello internazionale il film ha incassato oltre 185 milioni di dollari, permettendo ai suoi produttori di superare di 55 milioni di dollari le spese affrontate per la sua realizzazione, anche senza "sbancare" i botteghini; considerando il budget il film non può definirsi un successo.

### Critica
Il film, alla sua uscita nelle sale, ricevette critiche miste. Sul sito Rotten Tomatoes ha un indice di gradimento del 65%, con un voto medio di 6,4/10, basato su 311 recensioni professionali. Il sito Metacritic gli assegna, invece, un punteggio di 56/100, basato su 39 recensioni professionali.

## Riconoscimenti
- 2009 - Saturn Awards
  - Miglior film fantasy
  - Migliori costumi
  - Miglior edizione speciale DVD

## Merchandising
DC Direct ha presentato e prodotto delle action figures basate sui personaggi del film ufficialmente al New York Comic Con. I gadget sono stati adattati anche nella versione lego e per la serie di Be@rbrick ispirati ai protagonisti di Watchmen.
I vinyl toys da collezione prodotti da Medicom saranno venduti in due set. Nel primo troverete il Comico, Nite Owl e Ozymandias. Nel secondo ci saranno invece il Dottor Manhattan, Rorschach e Silk Spectre.
In occasione dell'uscita al cinema del film la produzione ha visto anche l'uscita delle maschere e i costumi ispirati a Rorschach, il Dottor Manhattan e gli altri supereroi.
Cinque giorni dopo l'uscita di Watchmen nei cinema americani, è uscito in DVD Tales of the Black Freighter, film d'animazione che racconta le vicende del fumetto dentro il fumetto I racconti del vascello nero (non riprese all'interno del film).

## Curiosità
L'autore del fumetto di origine Alan Moore si è opposto sin dall'inizio alla realizzazione del film, dichiarando che «rifiuta di vedere il suo nome accostato a qualsiasi film ispirato ai suoi fumetti» e che non intende vederlo nel caso dovesse comunque essere realizzato; Gibbons, al contrario, ha collaborato con Snyder alla lavorazione.
In un'intervista concessa a Wizard, pubblicata il 2 gennaio 2008, Moore dichiarò che non intendeva vedere il suo nome accreditato nei titoli del film, ripetendo un atteggiamento già tenuto in precedenza per altri adattamenti cinematografici di sue opere (come V per Vendetta, From Hell e  La Leggenda degli Uomini Straordinari), da cui si è pubblicamente dissociato.
Nel libro biografico "Alan Moore Biographic" di Gary Spencer Millidge, apprendiamo che già nel 1989 i produttori Joel Silver e Terry Gilliam avevano chiesto a Moore cosa ne pensasse di realizzare un film su Watchmen e anche allora lui aveva ribadito che l'idea non era fattibile, che Watchmen era stato pensato per essere un fumetto e non avrebbe funzionato come film.